# Charles Beaupetit
Charles Beaupetit, né le 27 avril 1921 à Sassay (Loir-et-Cher) et mort le 10 septembre 1986 à Montoire-sur-le-Loir (Loir-et-Cher), est un homme politique français, conseiller municipal de Montoire en 1959, conseiller général (1965-1986), maire (1969-1986) et sénateur (1974-1986).

## Détail des fonctions et des mandats
Mandats parlementaires
- 22 septembre 1974 - 25 septembre 1983 : Sénateur de Loir-et-Cher
- 25 septembre 1983 - 9 septembre 1986 : Sénateur de Loir-et-Cher